# 日産ディーゼル・F系エンジン
日産ディーゼル・F系エンジンとは、UDトラックス（旧:日産ディーゼル）が1980年から生産している水冷4ストローク・直列6気筒OHVのディーゼルエンジンである。日産ディーゼル製の中型及び大型トラック・バス・小型艇（モーターボート）に搭載されている。

## シリーズの解説
- F系最初のエンジンであるFD6型（直接噴射式）は、まずターボ吸気のFD6T型(170PS)が1975年より発売されていた初代コンドル（通称UDコンドル）に搭載された。その後、自然吸気のFD6型(150PS)が初代コンドル・RM90系中型バスに搭載されていたED6型エンジン（渦流室式、150PS）にかわって開発され、1979年にコンドルとK-RM80系中型バスに搭載されて発売された。同時にターボ吸気のFD6T型は175PSになった。ED6型、FD6型は共にボア100mm、ストローク120mm、総排気量5,654ccである。1983年にフルモデルチェンジした2代目の「さわやかコンドル」では昭和58年規制に適合して採用された（性能は変更なし）。
- 1984年のモデルチェンジではコンドルと中型バスRMに搭載されるエンジンが変更になり、新開発のFE6型となった。このFE6型エンジンはF系の生産終了まで21年間の長きに渡って生産されることになる。ボア108mm、ストローク126mm、総排気量6,925ccで、FD6型より大幅にアップしている。自然吸気のFE6A型(160PS)とFE6B型(180PS)、ターボ吸気のFE6T型(200PS)の3種類がラインアップされ、2代目コンドル(通称コンドル・ザ・パワー)に搭載された。1986年のマイナーチェンジと同時にインタークーラー付ターボのFE6TA型(230PS)が追加された。バス向けには自然吸気のFE6型(180PS、FE6Bと実質的に同型)が用意され、P-RM81系に搭載された。1986年には大型ショート系の路線バスP-RP80系が、1988年には西日本車体工業製のボディを架装したP-RB80系が登場。同じFE6型エンジンを搭載した。また、P-RM81型、P-RB80型にはハイデッカーの観光型がラインアップされ、ターボ吸気のFE6T型(200PS)が搭載された。

- 1989年の平成元年排出ガス規制ではFE6型に一部改良が施され、出力が各エンジンで5PSアップした。ハイパーコンドル、U-RM・JM210系中型バスに搭載。

- 1991年にU-RP210FBN型大型ショート観光バスが登場。FE6T型を12→24バルブ化してインタークーラーを取り付けたFE6TA型ターボ吸気エンジン(235PS)が搭載される。

- 1993年にはコンドルがフルモデルチェンジし、ファインコンドルが登場。エンジンはFE6A型(165PS)の他、FE6TA型同様シリンダーヘッド構造を変更し24バルブ化した自然吸気のFE6E型(195PS)、FE6T型(215PS)、FE6TA型(235PS)、FE6TB型(255PS)が搭載された。

- 1995年、平成6年排出ガス規制適合のためファインコンドル及びバスが一部改良。ファインコンドルと大型ショート観光バスのKC-RP250FBN向けにFE6TA型を出力強化したFE6TB型(260PS)が登場。また、FE6A型は170PSになり、EGRが採用された。同年、低公害化を狙ってファインコンドルにCNG仕様のモデルが登場し、FE6型をベースにオットーサイクル化を施し、ガスミキサーを追加してCNG燃料に対応したFU6型エンジン(180PS)が新しく開発、搭載された。

- 1999年、平成10年及び平成11年排出ガス規制（以下KK-/KL-規制と表記）に伴い改良。ラインアップは、従来からのFE6A・FE6TA・FE6TBの他、自然吸気エンジンではFE6E型を改良したFE6F型(206PS)が登場。インタークーラー付ターボエンジンのFE6TA型は240PS、FE6TB型は270PSに出力強化、CNGエンジンのFU6型は新たにインタークーラーを追加し出力が210PSに増強された。

- 2001年、日産ディーゼルは新型の大型トラッククオン及び、尿素SCRシステム「FLENDS」開発のため、KK-/KL-規制に続く新短期排出ガス規制対応中型エンジンの開発を断念。日野自動車から中型クラスエンジンのOEM供給を受ける事に合意した。

- 2004年、日野製エンジンを搭載した新短期排出ガス規制対応のコンドル(PB(PK)-MK/LK/PK/PW36B系)、中型バス(PB-RM360系・PK-JP360系)が発売される。

- 2005年、FE6系エンジンを搭載した平成10・11年排出ガス規制適合車種が生産終了。このため、FD6、FE6と続いた日産ディーゼル・F系エンジンは日本国内における25年の歴史に幕を下ろすこととなった。

- 2014年現在、EURO2またはEURO3に適合させたFE6TA・TB・TCの3種のエンジンを搭載するトラックを南アフリカ共和国[1]、インドネシア[2]、フィリピン、マレーシア、中南米において展開中。またFE6B、FE6Tの2種のモデルを排ガス規制未施行地域である中東やアフリカその他アジア地域向けに生産中。

## ラインアップ
- ED6（渦流室式）5,654cc、150PS
- FD6(T)（直接噴射式）5,654cc、170/175PS
- FD6（直接噴射式）5,654cc、150PS
- FE6A（直接噴射式）6,925cc、160/165/170PS
- FE6B（直接噴射式）6,925cc、180/185PS
- FE6T（直接噴射式）6,925cc、200/205/215PS
- FE6TA（直接噴射式）6,925cc、230/235/240PS、215PS(EURO3)
- FE6TB（直接噴射式）6,925cc、255/260/270PS、238PS(EURO3)
- FE6TC（直接噴射式）6,925cc、260PS(EURO4)
- FE6E（直接噴射式）6,925cc、195PS
- FE6F（直接噴射式）6,925cc、206PS
- FU6（CNGエンジン）6,925cc、180/210PS

## 搭載車種

### バス
FD6型
- 日産ディーゼル・K-RM80系

FE6型
- 日産ディーゼル・P-RM81系
- 日産ディーゼル・P-RB80系
- 日産ディーゼル・P-RP80系
- 日産ディーゼル・U-RM210系
- 日産ディーゼル・U-JM210系
- 日産ディーゼル・U-RP210系

FE6E型
- 日産ディーゼル・KC-RN210系
- 日産ディーゼル・KC-RM211系
- 日産ディーゼル・KC-RP211系

FE6F型
- 日産ディーゼル・KK-RN252系
- 日産ディーゼル・KK-RM252系

FE6T型
- 日産ディーゼル・P-RM81系(観光・自家用タイプ)
- 日産ディーゼル・P-RB80系(観光・自家用タイプ)
- 日産ディーゼル・U-RM210系(観光・自家用タイプ)
- 日産ディーゼル・U-JM210系(観光・自家用タイプ)
- 日産ディーゼル・U-JP211NTN
- 日産ディーゼル・U-RP210系(路線タイプ)

FE6TA型
- 日産ディーゼル・U-EN210DAN
- 日産ディーゼル・U-RP210FBN
- 日産ディーゼル・KC-EN250DAN
- 日産ディーゼル・KC-RM250系
- 日産ディーゼル・KC-JP250NTN
- 日産ディーゼル・KC-RP250GAN
- 日産ディーゼル・KK-EN252DAN
- 日産ディーゼル・KK-RM252系
- 日産ディーゼル・KK-JM252系
- 日産ディーゼル・KL-JP252系
- 日産ディーゼル・KL-RP252系(路線タイプ)

FE6TB型
- 日産ディーゼル・KC-RP250FBN)
- 日産ディーゼル・KL-RP252FBN)

FU6型（CNGエンジン）
- 日産ディーゼル・KK-RM252系(改)

### トラック
ED6型
- 初代コンドル(CM90系)

FD6型・FD6T型
- 初代コンドル(CM80・85・86系)

FE6A型・FE6B型・FE6T型・FE6TA型
- 2代目コンドル(CM/CL/CP87・88・89系)

FE6A型・FE6E型・FE6F型・FE6T型・FE6TA型・FE6TB型
- 3代目コンドル(MK/LK/PK/PW210・211・250・251・252・25A系)

FE6TA型・FE6TB型・FE6TC型
- UDトラックス・大型商用車シリーズ(UD60/70/80/86/90/95/100系)※南アフリカ向け
- UDトラックス・大型商用車シリーズ(PK215/PK245/PK260/CWA260系)※インドネシア・オセアニア向け

FU6型（CNGエンジン）
- UD3代目コンドル(NE-MK2B1・KK-MK/LK/PK252系(改)・KK-MK/LK/PK25A系(改)